# Peter Sebastian Goveas
Peter Sebastian Goveas (* 8. Februar 1955 in Hosabettu, Karnataka) ist ein indischer Geistlicher und römisch-katholischer Bischof von Bettiah.

## Leben
Peter Sebastian Goveas empfing am 9. Dezember 1983 das Sakrament der Priesterweihe.
Am 22. Juli 2017 ernannte ihn Papst Franziskus zum Bischof von Bettiah. Der Erzbischof von Patna, William D’Souza SJ, spendete ihm am 19. Oktober desselben Jahres die Bischofsweihe; Mitkonsekratoren waren der Erzbischof von Raipur, Victor Henry Thakur, und der Bischof von Bhagalpur, Kurian Valiakandathil.